# Muesli
Le muesli ou musli (de l'alémanique : Müesli ou Birchermüesli) est un mélange de flocons de céréales, généralement de flocons d'avoine, de graines et de fruits secs.
Il est habituellement consommé au déjeuner du matin mélangé à du lait de vache, du lait de soja, du lait d'amande, d'autres laits végétaux, du yaourt, du fromage blanc, du chocolat, du jus de fruits et / ou des fruits frais. Il est très répandu en Suisse alémanique, région d'où il est originaire. 
En Suisse romande, on le désigne généralement par bircher-muesli, abrégé en bircher, et il est aussi consommé au goûter et au souper (repas du soir).

## Histoire
Le nom Birchermüesli est composé du nom du docteur suisse Maximilian Oskar Bircher-Benner qui a déterminé sa recette dans les années 1900 et du mot suisse-allemand Müesli, diminutif du suisse-allemand Mues, en allemand (das) Mus « purée, bouillie ».
Le hasard d'une promenade en montagne a amené le docteur Bircher à partager le repas d'un berger, fort alerte malgré son grand âge, repas composé de blé écrasé dans du lait, sucré au miel et accompagné d'une pomme. C'est ainsi qu'il découvrit le muesli et le préconisa dans les régimes qu'il proposait aux patients de sa clinique, puis le bircher s'est rapidement répandu dans la population suisse.
Au niveau international, il a été au départ surtout connu dans les milieux « santé », puis sportifs, particulièrement de montagne (c'est un petit déjeuner traditionnel dans maints restaurants himalayens à la suite de la venue en masse des trekkers).
Par ailleurs, les cercles végétariens l'ont aussi adopté, ce qui a contribué à son succès grâce au mouvement hippie.
Il est aujourd'hui répandu partout, et même présent jusqu'aux grandes tables de l'hôtellerie de luxe.

## Recette originale
La recette originale du docteur Bircher, pour une personne :
1. faire tremper pendant 12 heures 1 cuillère à soupe rase de flocons d'avoine dans 3 cuillères à soupe d'eau froide[4],[5] ;
2. ajouter 1 cuillère à soupe de jus de citron et 1 cuillère à soupe de lait condensé sucré ;
3. mélanger avec 200 g de pommes (non traitées) râpées (y compris la peau et les pépins) ;
4. saupoudrer d'une cuillère à soupe de noisettes ou d'amandes râpées.

## Commercialisation
Aujourd'hui, il existe une multitude de variantes, qui contiennent généralement beaucoup de flocons d'avoine, ces derniers étant bon marché, ou diverses autres céréales, des fruits secs, du chocolat. Une version croustillante est de plus en plus courante.